# Annabelle Laprovidence
Annabelle Laprovidence (nascida em 31 de agosto de 1992) é um judoca mauriciana que já competiu internacionalmente pelo seu país. Ela ganhou uma medalha de bronze na classe feminina de +75 kg nos Jogos da Commonwealth de 2014 em Glasgow, na Escócia.

## Carreira
Annabelle Laprovidence nasceu no dia 31 de agosto de 1992 e começou a competir internacionalmente pelas Ilhas Maurício em 2011, quando participou no Campeonato Africano Sub-20 em Antananarivo, Madagascar. Ela ganhou o bronze na sua classe em Agadir, em Marrocos, no Campeonato Africano de Judô de 2012. Laprovidence também competiu nesses campeonatos nos anos seguintes, mas não conseguiu conquistar nenhuma medalha adicional.
Ela competiu pelas Ilhas Maurício nos Jogos da Commonwealth de 2014 em Glasgow, na Escócia, onde ela derrotou a canadiana Sophie Vaillancourt nos quartos-de-final do judo feminino com peso de 75 kg, mas perdeu para Jodie Myers, da Inglaterra, na semifinal. Numa das duas partidas de medalha de bronze, Laprovidence derrotou Sachini Wewita Widanalage do Sri Lanka para ganhar a medalha. Numa competição entre a judoca das Ilhas Maurício e Ilha da Reunião no ano seguinte, Laprovidence foi a única vencedora do seu país. Ela foi uma das duas medalhistas da sua nação e foi recompensada com 15.000 rúpias mauricianas pelo Lord Mayor de Port Louis, Dorine Chuckowry.

## Vida pessoal
Laprovidence tem um filho.